# Johann Georg Conradi
Johann Georg Conradi (Oettingen in Bayern, 1645 – Oettingen in Bayern, 22 maggio 1699) è stato un compositore e direttore d'orchestra tedesco.

## Biografia
Conradi era figlio dell'organista Caspar Conrad(i) di Oettingen in Bayern. Probabilmente ha ricevuto la sua educazione musicale più tardi a Stoccarda. Dopo il suo ritorno, divenne direttore musicale nel 1671. Nel 1683 partì per Ansbach e divenne maestro di cappella alla corte del margravio Giovanni Federico di Brandeburgo-Ansbach. Ha scritto molte composizioni durante questo periodo. Dopo la successione del margravio Johann Friedrich, Conradi lasciò Ansbach nel 1687 e andò a Römhild, dove stabilì una cappella di corte presso la corte. Nel 1690 divenne il direttore dell'opera al Ganzenmarkt (Gänsemarkt) ad Amburgo. Come direttore d'orchestra dirigeva principalmente opere italiane e francesi. Durante questo periodo scrisse 9 opere.
Sebbene abbia avuto un grande successo musicale, tornò a Oettingen nel 1694 per motivi economici. Lì divenne un maestro di cappella alla corte del principe Alberto Ernesto II di Oettingen-Oettingen. Dopo la sua morte, suo figlio Johann Melchior Co(u)nradi (1675-1756) divenne il suo successore.

## Composizioni

### Messe e altra musica sacra
- Aus der Tiefen rufe ich, per soprano, 2 violini, 2 viole e organo
- Dixit Dominus, per doppio coro (SSAATTBB) e organo
- Lauda anima, mottetto per assolo di tenore, 2 trombe barocche, 2 violini e organo
- Laudate dominum, mottetto per 4 voci cantanti, 2 violini, viola, basso continuo e organo
- O Jesu dulcissime, per tenore (solo), 2 violini e basso continuo
- Singet fröhlich Gott, der unsere Stärke ist, cantata per soprano, contralto, tenore, basso, 2 violini, 2 viole, fagotto, 2 trombe barocche, timpani e basso continuo
- Wer Jesum recht liebt, per soprano, 2 violini, 2 viole e organo
- Welt packe dich ich sehne mich nur nach dem Himmel, per 2 violini, viola, violone e basso continuo
- Wie's Gott fügt so laß ich's gehen, per soprano, 2 violini e basso continuo

### Musica per il teatro

#### Opere
| Completata nel | Titolo                                                                                 | Atti   | Première      | Libretto                  |
| -------------- | -------------------------------------------------------------------------------------- | ------ | ------------- | ------------------------- |
| 1691           | Die schöne und getreue Ariadne                                                         | 3 atti | 1691, Amburgo | Christian Heinrich Postel |
| 1691           | Diogenes Cynicus                                                                       | 3 atti | 1691, Amburgo | Christian Heinrich Postel |
| 1691-1692      | Der Fromme und Friedfertige König der Römer Numa Pompigardis                           | 3 atti | 1692, Amburgo | Christian Heinrich Postel |
| 1692           | Der tapffere Kayser Carolus Magnus und dessen Erste Gemahlin Hermingardis              | 3 atti | 1692, Amburgo | Christian Heinrich Postel |
| 1692           | Der Verstöhrung Jerusalem Erster Theil oder Die Eroberung des Tempels                  | 3 atti | 1692, Amburgo | Christian Heinrich Postel |
| 1692           | Der Verstöhrung Jerusalem Ander Theil oder Die Eroberung der Burg Zion                 | 3 atti | 1692, Amburgo | Christian Heinrich Postel |
| 1693           | Der große König der africanischen Wenden Gensericus als Rom- und Karthagens Überwinder | 3 atti | 1693, Amburgo | Christian Heinrich Postel |
| 1693           | Der Kgl. Printz aus Pohlen Sigismundus oder Das Menschliche Leben wie ein Traum        | 3 atti | 1693, Amburgo | Christian Heinrich Postel |
| 1694           | Der Wunderbarvergnügte Pygmalion                                                       | 3 atti | 1694, Amburgo | Christian Heinrich Postel |